# Bonairea
Bonairea es un género de foraminífero bentónico considerado homónimo posterior de Bonairea Barker, 1924, y sustituido por Ruttenia de la familia Glabratellidae, de la superfamilia Glabratelloidea, del suborden Rotaliina y del orden Rotaliida. Su especie tipo era Bonairea coronaeformis. Su rango cronoestratigráfico abarcaba desde el Luteciense (Eoceno medio) hasta el Priaboniense (Eoceno superior).

## Clasificación
Bonairea incluye a la siguiente especie:
- Bonairea coronaeformis †